# Гразелленбах
Гразелленбах (нем. Grasellenbach) — община в Германии, в земле Гессен. Подчиняется административному округу Дармштадт. Входит в состав района Бергштрасе. Население составляет 3703 человека (на 31 декабря 2010 года). Занимает площадь 22,88 км².